# Condado de Cherokee (Carolina do Sul)
O Condado de Cherokee é um dos 46 condados do Estado americano da Carolina do Sul. A sede do condado é Gaffney, e sua maior cidade é Gaffney. O condado possui uma área de 1 029 km² (dos quais 12 km² estão cobertos por água), uma população de 52 537 habitantes, e uma densidade populacional de 52 hab/km² (segundo o censo nacional de 2000). O condado foi fundado em 1897.